# Nokia 1209
Il Nokia 1209 è un telefonino prodotto dall'azienda finlandese Nokia.

## Caratteristiche
- Massa: 78,5 g
- Dimensioni: 102 x 44 x 18 mm
- Risoluzione display: 96 x 68 pixel a 65 536 colori
- Dimensioni schermo: 29 x 23 mm
- Durata batteria in chiamata: 7 ore
- Durata batteria in standby: 365 ore (15 giorni)
- Memoria: 4 MB